# Tsunesada
Tsunesada (恒貞親王, Tsunesada-shinnō, 825 – 12 octobre 884) est un prince japonais du début de l'époque de Heian. Il est le deuxième fils de l'empereur Junna. Il est aussi connu sous le nom Prince Teishi (亭子親王) et par son nom bouddhiste Gōjyaku (恒寂).

## Biographie
Après la mort de son demi-frère ainé le prince Tsuneyo (恒世親王), Tsunesada devient le successeur de l'empereur Junna. En 833, son cousin l'empereur Ninmyō accède au trône du chrysanthème et par la volonté de l'empereur retiré Saga, Tsunesada devient le prince héritier. En 838, Tsunesada procède au rite de passage genpuku au palais 紫宸殿 (shishin-den), cérémonie au cours de laquelle il montre de bonnes manières et présente une silhouette gracieuse tandis qu'il exprime sa gratitude à l'empereur. Après cela, Tsunesada et l'empereur retiré Junna sont inquiets d'être impliqué dans une lutte de pouvoir et à plusieurs reprises présentent leur démission mais Saga et Ninmyō les en dissuadent à chaque fois. Cependant, après l'incident de l'ère Jōwa qui suit immédiatement la mort de Saga en 842, Tsunesada est déshérité en tant que prince héritier.
En 849, le troisième rang de cour (三品) lui est conféré comme prince mais il se fait bientôt moine et prend le nom bouddhiste de Gōjyaku. Le rite de bouddhisme ésotérique kanjō lui est administré par le prince Takaoka, lui-même devenu moine, et il devient le premier abbé du Daikaku-ji. Quand un autre conflit de succession éclate en 884 après l'abdication de l'empereur Yōzei, Tsunesada est invité à monter sur le trône, mais il refuse. Dans ses derniers moments, il aurait annoncé que son heure était venue, purifié ses vêtements, offert de l'encens et des fleurs au Bouddha et adopté la position du lotus dans les quatre directions avant de mourir.

## Personnalité
Selon le Nihon Sandai Jitsuroku, Tsunesada possédait une personnalité simple et élégante et une belle apparence.

## Généalogie
- Père : Empereur Junna
- Mère : Princesse Seishi, fille de l'empereur Saga
- Épouse : Fille de Fujiwara no Chikanari
- Épouse : Fille de Fujiwara no Koreo (藤原是雄?)

## Source de la traduction
- (en) Cet article est partiellement ou en totalité issu de l’article de Wikipédia en anglais intitulé « Prince Tsunesada » (voir la liste des auteurs).